# Barbara Cubin
Barbara L. Cubin (ur. 30 listopada 1946 w Salinas) – amerykańska polityk związana z Partią Republikańską.
W latach 1995–2009 była przedstawicielką stanu Wyoming w Izbie Reprezentantów Stanów Zjednoczonych.